# Emma Kimiläinen
Emma Elina Kimiläinen (Helsinki, Finlandia, 8 de julio de 1989) es una piloto de automovilismo finlandesa.

## Carrera

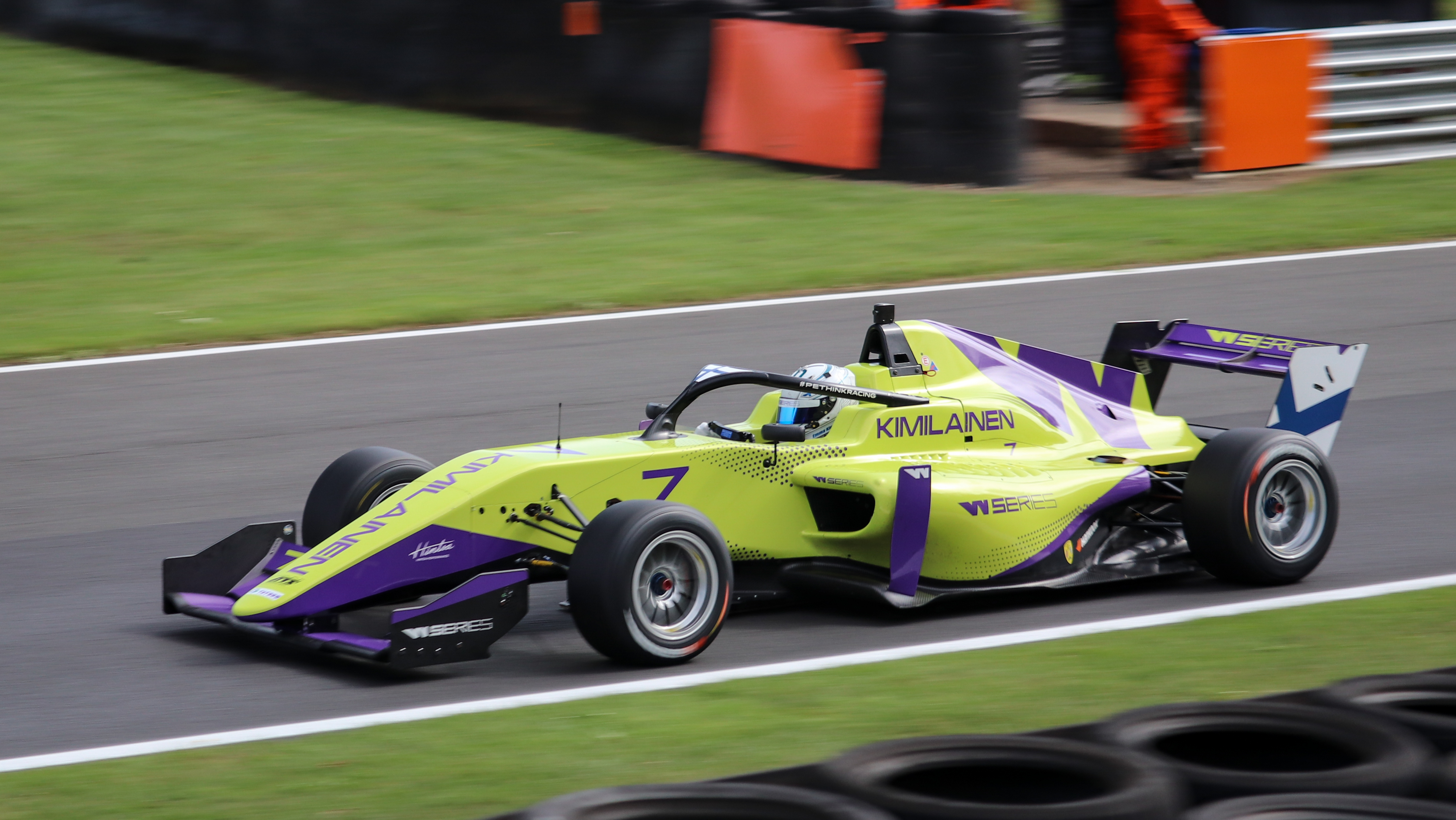
La ronda de Brands Hatch de las W Series 2019 (también conocida comercialmente como #WRace6) fue la sexta y última ronda de las W Series 2019, y tuvo lugar en el circuito de Brands Hatch en el Reino Unido el 11 de agosto de 2019. El evento fue un undercard a la ronda 2019 en Deutsche Tourenwagen Masters en el mismo circuito.

Kimiläinen ingresó al automovilismo profesional en 2005, compitiendo en el Campeonato de Fórmula Ford del norte de Europa. Fue quinta en su primera temporada, obteniendo una serie de premios de novato en el camino, y estuvo empatada en puntos con el campeón de la serie Sami Isohella en 2006, sin embargo, terminó segunda en la cuenta atrás (4 victorias contra 5 de Isohella). Permaneció en el norte de Europa en 2007, compitiendo con Radicals en Suecia.
Audi luego recogió a la joven finlandesa en 2008 y la colocó en su serie de Fórmula Masters. Terminó décima en la clasificación con un punto culminante de segunda en Assen, sin embargo, Audi recortó sus fondos después de la crisis financiera global de 2008 y terminó autofinanciando su propio camino en la Fórmula Palmer Audi en 2009. Terminó la temporada quinta en la clasificación con cuatro podios. Sin embargo, sin más apoyo de Audi y falta de fondos personales para mantener su carrera en las carreras, tomó una pausa indefinida del automovilismo y comenzó una familia después de 2009. Kimiläinen había estado en contacto con un equipo de Indy Lights en 2010, sin embargo, esto se abandonó después de que se reveló que un patrocinador del equipo quería que ella produjera contenido para adultos para ellos.
En 2014, recibió una llamada sorpresa de PWR Racing para completar la temporada completa del Campeonato Escandinavo de Turismos, convirtiéndola en la primera mujer en competir en el STCC desde Nettan Lindgren-Jansson en 1999. Se mantuvo su contrato para 2015 y 2016, sin embargo, una lesión le impidió completar la temporada 2016 tras un accidente en la primera ronda en Skövde en la que se lesionó el cuello. Se cambió a la serie sueca V8 ThunderCar para 2017, donde logró dos victorias.
La piloto anunció planes para competir en el Campeonato Electric GT para 2018, que posteriormente se retrasó y luego se canceló por completo.
Kimiläinen compitió en la temporada 2019 de W Series como una de las 18 conductoras permanentes de la temporada. Se clasificó bien para la primera ronda en el Hockenheimring, sin embargo, estuvo involucrada en un accidente con Megan Gilkes que reavivó su lesión en el cuello y la obligó a salir de las siguientes dos rondas. Terminó quinta en su regreso a Norisring y siguió con un grand slam (pole position, vuelta rápida, victoria en la carrera) en Assen. Terminaría segunda en una pelea con Alice Powell en la final de la serie en Brands Hatch, lo que le permitiría superar a Fabienne Wohlwend por la quinta posición del campeonato. Además en esta carrera lograría la vuelta rápida.
Tras la cancelación de la temporada de 2020 por la pandemia de COVID-19, Kimiläinen competiría en la temporada 2021 de W Series. Logró una victoria en Spa-Francorchamps y cinco podios en ocho carreras, finalizando tercera en la tabla general. La finlandesa continuó en la W Series en la temporada 2022.

## Resumen de carrera
| Temporada | Categoría                          | Equipo                        | Carreras | Victorias | Poles | VR | Podios | Puntos | Pos. |
| --------- | ---------------------------------- | ----------------------------- | -------- | --------- | ----- | -- | ------ | ------ | ---- |
| 2005      | Fórmula Ford NEZ                   | Team F40                      | 9        | 0         | 1     | 1  | 2      | 77     | 5.ª  |
| 2005      | Fórmula Ford Finland               | Team F40                      | 10       | 0         | 1     | 0  | 5      | 106    | 2.ª  |
| 2005      | Fórmula Ford Sweden                | Team F40                      | 4        | 0         | 0     | 0  | 1      | 38     | 7.ª  |
| 2006      | Fórmula Ford NEZ                   | Team F40                      | 14       | 4         | 2     | 0  | 9      | 139    | 2.ª  |
| 2006      | Fórmula Ford Finland               | Team F40                      | 4        | 0         | 0     | 0  | 1      | 110    | 2.ª  |
| 2006      | Fórmula Ford Sweden                | Team F40                      | 4        | 0         | 0     | 0  | 0      | 48     | 6.ª  |
| 2007      | Radical Cup Sweden                 | JFG Motorsport                | 22       | 3         | 4     | 0  | 14     | 195    | 3.ª  |
| 2008      | ADAC Fórmula Masters               | Van Amersfoort Racing         | 16       | 0         | 0     | 1  | 1      | 76     | 10.ª |
| 2009      | Fórmula Palmer Audi                | MotorSport Vision             | 20       | 0         | 0     | 1  | 4      | 260    | 5.ª  |
| 2014      | Campeonato Escandinavo de Turismos | PWR Racing Team               | 11       | 0         | 0     | 0  | 1      | 55     | 11.ª |
| 2015      | Campeonato Escandinavo de Turismos | PWR Racing Team               | 14       | 0         | 0     | 0  | 2      | 158    | 7.ª  |
| 2016      | Campeonato Escandinavo de Turismos | PWR Racing – SEAT Dealer Team | 8        | 0         | 0     | 1  | 0      | 59     | 11.ª |
| 2017      | V8 ThunderCars NEZ                 | N/A                           | 6        | 2         | 0     | 0  | 4      | 2400   | 5.ª  |
| 2019      | W Series                           | Hitech GP                     | 4        | 1         | 1     | 3  | 2      | 53     | 5.ª  |
| 2021      | W Series                           | Écurie W                      | 8        | 1         | 1     | 1  | 5      | 108    | 3.ª  |
| 2022      | W Series                           | Puma W Series Team            | 7        | 0         | 0     | 0  | 0      | 42     | 8.ª  |
| Fuente:   |                                    |                               |          |           |       |    |        |        |      |

## Resultados

### W Series
(Clave) (negrita indica pole position) (cursiva indica vuelta rápida puntuable)

| Año  | Equipo   | 1       | 2     | 3     | 4     | 5     | 6     | 7     | 8     | Pos. | Puntos |
| ---- | -------- | ------- | ----- | ----- | ----- | ----- | ----- | ----- | ----- | ---- | ------ |
| 2019 |          | HOC Ret | WD    |       | NOR 5 | ASS 1 | BRH 2 |       |       | 5.ª  | 53     |
| 2021 | Ecurie W | RBR 13  | RBR 3 | SIL 4 | HUN 6 | SPA 1 | ZAN 3 | COA 2 | COA 3 | 3.ª  | 108    |